# Nathalie Chaix
Pour les articles homonymes, voir Chaix (homonymie).
 (août 2022).
Si vous disposez d'ouvrages ou d'articles de référence ou si vous connaissez des sites web de qualité traitant du thème abordé ici, merci de compléter l'article en donnant les références utiles à sa vérifiabilité et en les liant à la section « Notes et références ».
 (août 2022).
La mise en forme du texte ne suit pas les recommandations de Wikipédia : il faut le « wikifier ».
Les points d'amélioration suivants sont les cas les plus fréquents. Le détail des points à revoir est peut-être précisé sur la page de discussion.
- Les titres sont pré-formatés par le logiciel. Ils ne sont ni en capitales, ni en gras.
- Le texte ne doit pas être écrit en capitales (les noms de famille non plus), ni en gras, ni en italique, ni en « petit »…
- Le gras n'est utilisé que pour surligner le titre de l'article dans l'introduction, une seule fois.
- L'italique est rarement utilisé : mots en langue étrangère, titres d'œuvres, noms de bateaux, etc.
- Les citations ne sont pas en italique mais en corps de texte normal. Elles sont entourées par des guillemets français : « et ».
- Les listes à puces sont à éviter, des paragraphes rédigés étant largement préférés. Les tableaux sont à réserver à la présentation de données structurées (résultats, etc.).
- Les appels de note de bas de page (petits chiffres en exposant, introduits par l'outil «  Source ») sont à placer entre la fin de phrase et le point final[comme ça].
- Les liens internes (vers d'autres articles de Wikipédia) sont à choisir avec parcimonie. Créez des liens vers des articles approfondissant le sujet. Les termes génériques sans rapport avec le sujet sont à éviter, ainsi que les répétitions de liens vers un même terme.
- Les liens externes sont à placer uniquement dans une section « Liens externes », à la fin de l'article. Ces liens sont à choisir avec parcimonie suivant les règles définies. Si un lien sert de source à l'article, son insertion dans le texte est à faire par les notes de bas de page.
- La présentation des références doit suivre les conventions bibliographiques. Il est recommandé d'utiliser les modèles {{Ouvrage}}, {{Chapitre}}, {{Article}}, {{Lien web}} et/ou {{Bibliographie}}. Le mode d'édition visuel peut mettre en forme automatiquement les références.
- Insérer une infobox (cadre d'informations à droite) n'est pas obligatoire pour parachever la mise en page.

Pour une aide détaillée, merci de consulter Aide:Wikification.
Si vous pensez que ces points ont été résolus, vous pouvez retirer ce bandeau et améliorer la mise en forme d'un autre article.
Œuvres principales
Sonates du mystère, roman, Bernard Campiche (2022)
Home, photographies Aline Kundig, Editions Slatkine (2017)
« Eda », An deiner statt – à ta place, recueil de récits, Art + politique (2012)
Grand nu orange, roman, Bernard Campiche (2012)
Liegender Akt in Blau, traduction Lydia Dimitrow, illustrations Christina Röckl, kunstanstifter verlag (2016)
Il y a toujours un rêve qui veille, roman, Bernard Campiche (2010)
Exit Adonis, roman, Bernard Campiche (2007)
Nathalie Chaix est une historienne de l'art et romancière, née le 14 mai 1972 à Annecy.
Elle dirige le Musée Jenisch Vevey en Suisse depuis 2019.

## Biographie
Nathalie Chaix naît le 14 mai 1972 à Annecy, en Haute-Savoie.
Elle grandit avec sa mère et son frère à Viuz-en-Sallaz après le divorce de ses parents lorsqu'elle est âgée de 3 ans.
Elle obtient un master en communication de l'université d'Avignon en 1994, suivi par une formation en gestion de projets culturels à l'université de Nice en 1995. Elle entreprend ensuite une formation en histoire de l’art à l’Université de Genève, obtenant un master en 2000.
Elle travaille durant 17 ans au Département de la culture de la Ville de Genève où elle occupe différents postes : collaboratrice scientifique aux Musées d’art et d’histoire de 1995 à 2000, cheffe du Service de la promotion culturelle de 2000 à 2007, directrice adjointe des Musées d’art et d’histoire de 2008 à 2010[réf. nécessaire] (elle conduit notamment la célébration du centenaire du Musée d’art et d’histoire) et directrice de la Maison Tavel.
En 2012, elle rejoint la Ville de Carouge en tant que cheffe du Service des affaires culturelles et de la communication avant de diriger le Musée de Carouge. 
Le 1er avril 2019, elle devient directrice du Musée Jenisch Vevey, le deuxième musée d’art du canton de Vaud,.
Son entrée en littérature a lieu en 2007 grâce à l’obtention du Prix Georges Nicole pour son roman Exit Adonis. En 2012, elle publie Grand nu orange, librement inspiré de la vie du peintre Nicolas de Stäel. Son dernier roman, Sonates du mystère, sort en 2022.
Elle est mariée au violoncelliste François Grin et mère d'un enfant.

## Publications

### Littérature
- Sonates du mystère, roman, Bernard Campiche, 2022
- Home, photographies Aline Kundig, Editions Slatkine, 2017
- « Eda », An deiner statt – à ta place, recueil de récits, Art + politique, 2012
- Grand nu orange, roman, Bernard Campiche, 2012[5] - 20e Sélection Prix Lettres Frontière 2013
- Traduction Liegender Akt in Blau, traduction Lydia Dimitrow, illustrations Christina Röckl, kunstanstifter verlag, 2016
- Il y a toujours un rêve qui veille, roman, Bernard Campiche, 2010[6]
- Exit Adonis, roman, Bernard Campiche, 2007 - Prix Georges-Nicole, sélectionné pour le prix Senghor de la création littéraire - premier roman 2008

### Prix et bourse
- Prix Atelier Studer/Ganz (2009)
- Bourse nouvel auteur Commission consultative pour la mise en valeur du livre (2007)
- Prix Georges-Nicole (2007)

### Publications dans le domaine de l’art
- Avec Pamella Guerdat, XXL – Le dessin en grand, catalogue d’exposition, Édition : Musée Jenisch Vevey, 2021
- « Bribes recueillies, entendues », in : Jean Lecoultre. L’œil à vif, La Dogana, 2021
- « Chasser la beauté », in : À quoi sert (encore) l’art en période de crise sanitaire ?, sous la direction de Christophe Pittet, Téraèdre, 2020
- Notices et direction du volume, Dictionnaire carougeois volume IVC Métiers d’art, Musée de Carouge, 2016
- Projet scientifique et culturel Maison Tavel, 2012
- Direction des volumes, Coffret Centenaire Musée d’art et d’histoire, Le Grand Musée, BD, Littérature, 100 ans en images, Vœux, La Baconnière Arts, 2010